# لف گورکوف
 لف گورکوو یا گورکوف(انگلیسی: Lev Gor'kov؛ زاده ۱۴ ژوئن ۱۹۲۹) یک فیزیک‌دان اهل روسیه است.